# Isomorphic Labs
Isomorphic Labs est une filiale d'Alphabet basée à Londres et qui utilise l'intelligence artificielle pour la découverte de nouveaux médicaments. Son fondateur et directeur général est Demis Hassabis, qui dirige également Google DeepMind, une autre filiale d'Alphabet. Isomorphic Labs a été constituée en février 2021 et annoncée publiquement en novembre 2021.
En décembre 2022, Isomorphic Labs a annoncé l'ouverture d'un deuxième établissement à Lausanne, en Suisse.
En janvier 2024, Isomorphic Labs s'est associée à Novartis et Eli Lilly and Company pour collaborer sur la recherche et la découverte de médicaments à l'aide de l'intelligence artificielle.
En mai 2024, Google DeepMind et Isomorphic Labs ont annoncé la sortie d'AlphaFold 3, rendu librement disponible pour la recherche non commerciale. AlphaFold 3 ne se limite pas à prédire comment les protéines se replient, il peut également prédire les interactions avec des molécules typiquement à la base de médicaments telles que les ligands ou les anticorps, ce qui devrait accélérer considérablement la découverte de médicaments. À cette occasion, Isomorphic Labs a annoncé qu'elle utilise déjà AlphaFold 3 ainsi que d'autres modèles d'IA complémentaires pour la recherche de nouveaux médicaments.